# Бутея односемянная
Бу́тея односемя́нная, или Бутея великоле́пная, или Лесное пламя, или дерево Дхак (лат. Bútea monospérma) — растение; вид рода Бутея семейства Бобовые.
Ранее бутею односемянную относили к роду Эритрина.

## Распространение и среда обитания
Ареал — от Пакистана до Вьетнама, с севера ограничен предгорьями Гималаев, на юге — Таиланд и Малайзия. Встречается на островах западной Индонезии.

## Ботаническое описание
Бутея односемянная — дерево средней высоты (до 15 м), с перистыми листьями до 20 см.
Цветки — ярко-оранжевые или красноватые, с лепестками 2,5 см, в кистях до 15 см длиной. Во время цветения кисть напоминает пламя.
Бутея односемянная — весьма засухоустойчивое растение, но плохо выдерживает похолодание.

## Хозяйственное значение и применение
Бутея односемянная используется как топливо, в лекарственных целях (например, в составе препарата энтобан). Из смолы изготавливают резину, из древесины — танин. Собирают также камедь деревьев. Считается, что дерево убивает москитов.

## Прочие сведения
Бутея односемянная была воспета Рабиндранатом Тагором.

## Изображения

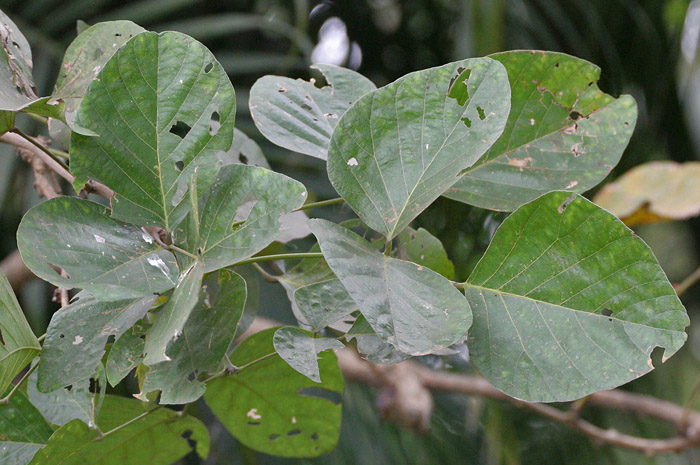
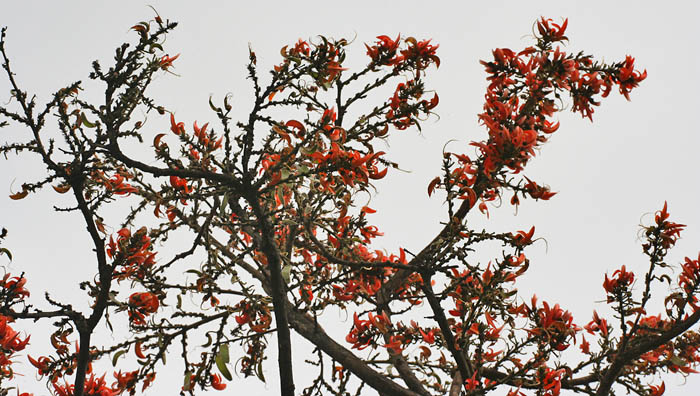
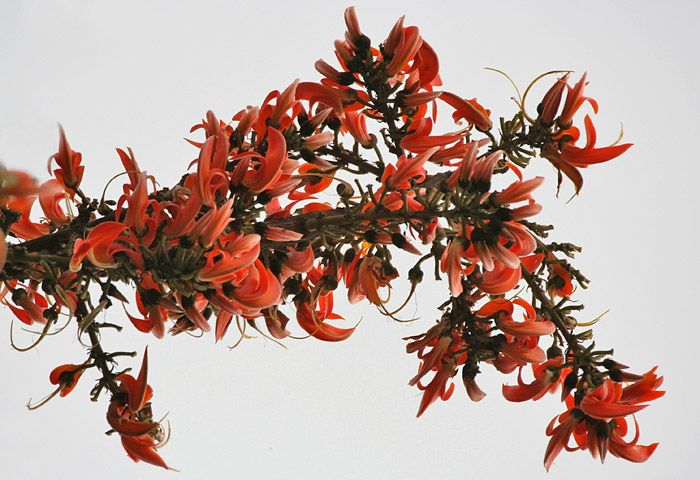
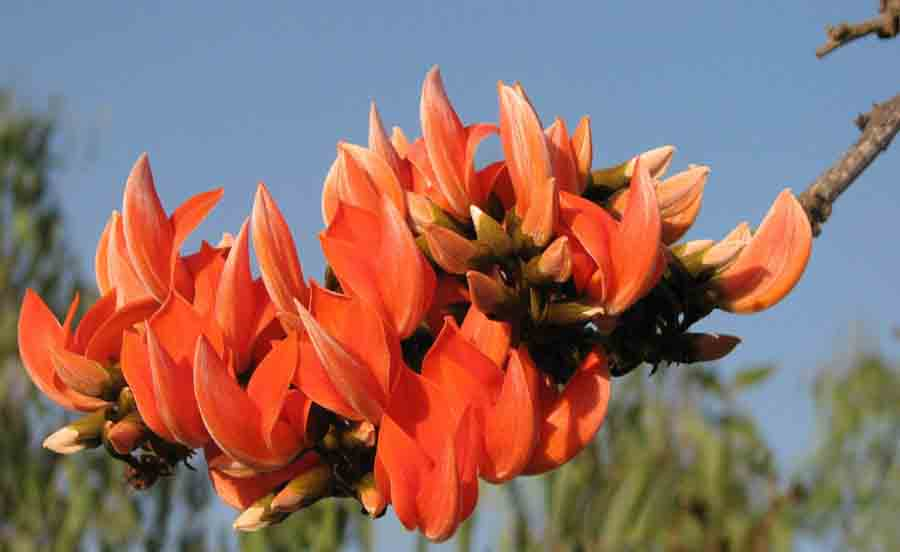
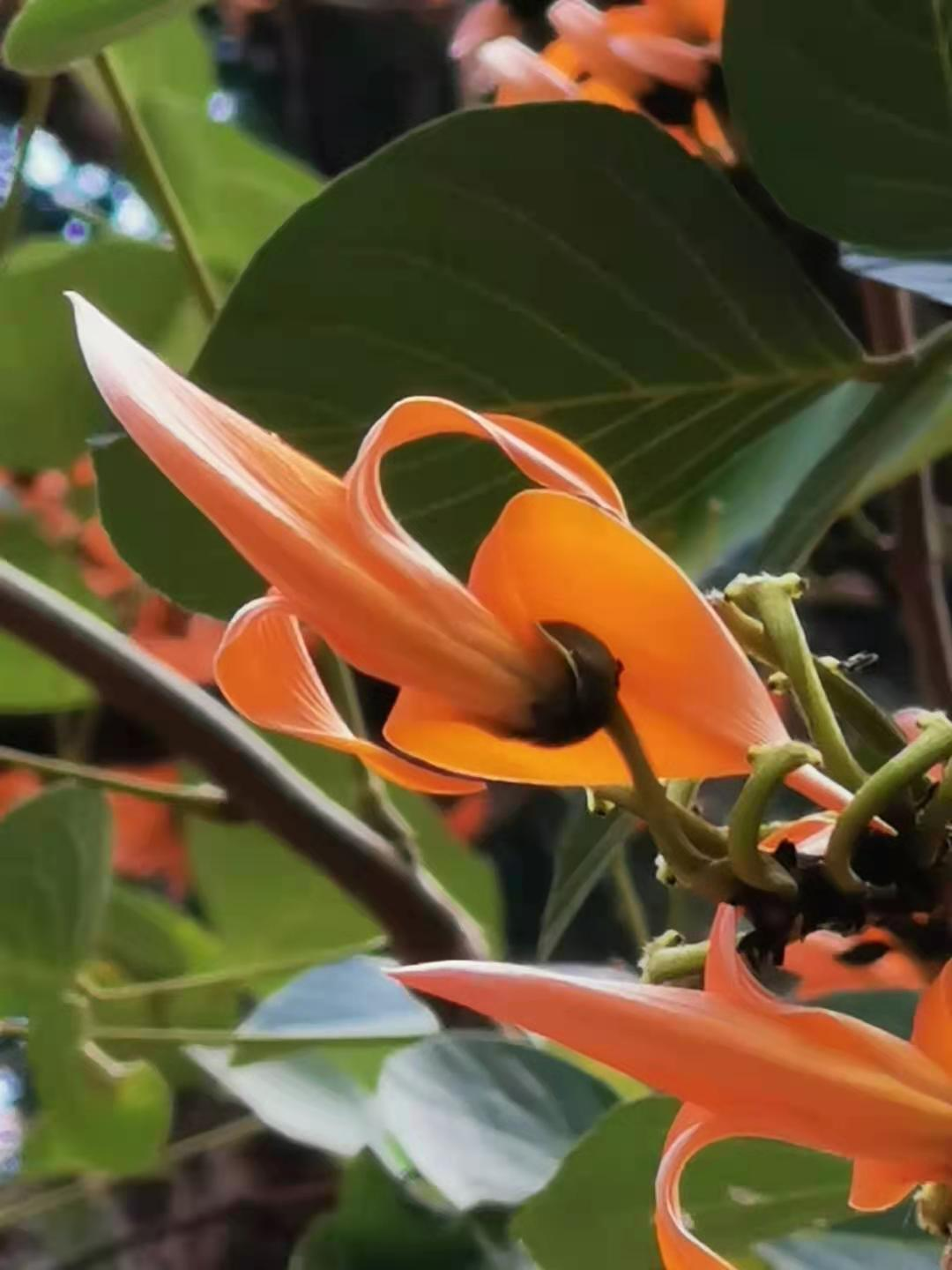
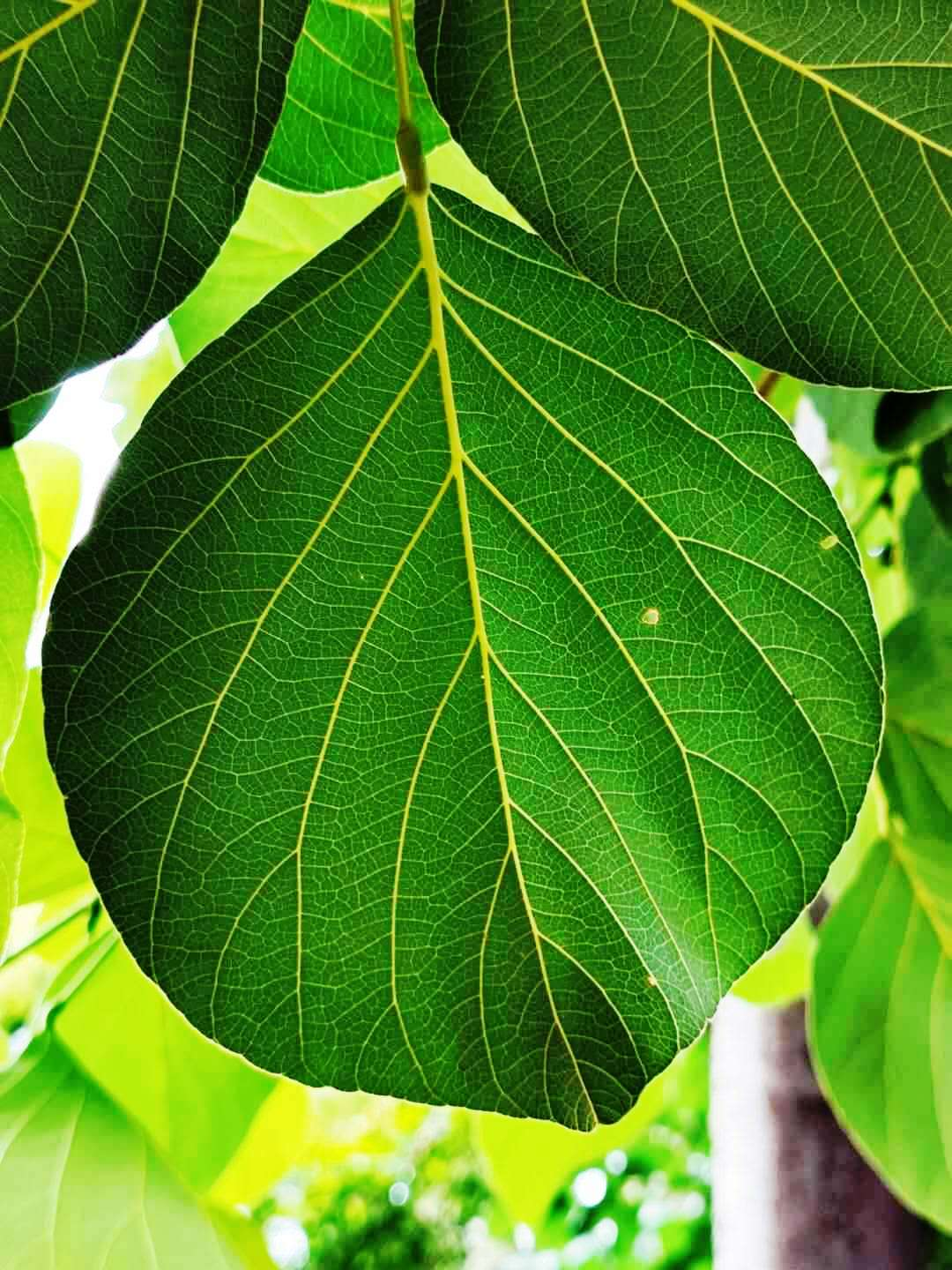